# Fotogramas de Plata 1972
El lliurament dels 23è Premis Fotogramas de Plata, corresponents a l'any 1972, lliurats per la revista espanyola especialitzada en cinema Fotogramas, va tenir lloc el 30 de gener de 1973 a la residència de la família Nadal, propietària de la revista, al barri de Pedralbes (Barcelona). Per primer cop es va concedir el premi al millor intèrpret de teatre. No hi van estar presents Joan Manuel Serrat (va recollir el premi la seva mare) ni Jane Fonda (va recollir el premi Elena María Tejeiro).

## Candidatures

### Millor intèrpret de cinema espanyol
| Intèrpret   | Pel·lícula       | Resultat   |
| ----------- | ---------------- | ---------- |
| Analía Gadé | Las melancólicas | Guanyadora |

### Millor intèrpret de cinema estranger
| Actriu     | Pel·lícula | Resultat   |
| ---------- | ---------- | ---------- |
| Jane Fonda | Klute      | Guanyadora |

### Millor intèrpret de televisió
| Intèrprete              | Sèrie de televisió | Resultat  |
| ----------------------- | ------------------ | --------- |
| José Luis López Vázquez | La cabina          | Guanyador |

### Millor intèrpret de teatre
| Intèrpret    | Muntatge | Resultat  |
| ------------ | -------- | --------- |
| Núria Espert | Yerma    | Guanyador |

### Millor activitat musical
| Intèrpret          | Resultat  |
| ------------------ | --------- |
| Joan Manuel Serrat | Guanyador |